# Mémorial Pierre Savorgnan de Brazza
Le mémorial Pierre Savorgnan de Brazza est un monument de Brazzaville (république du Congo), érigé en mémoire de l'explorateur français Pierre Savorgnan de Brazza (1852 - 1905). Il a été inauguré le 3 octobre 2006 par le président Denis Sassou-Nguesso, en présence d'Omar Bongo et de Philippe Douste-Blazy, alors ministre français des Affaires étrangères. Il est composé d'une statue mesurant environ six mètres de long et d'un musée contenant sa sépulture et celle de sa famille.

## Historique
Pierre Savorgnan de Brazza est décédé le 14 septembre 1905 à Dakar. Ses restes sont rapatriés en France, où une cérémonie nationale a lieu à la basilique Sainte-Clotilde à Paris. Toutefois, sa veuve, Thérèse Pineton de Chambrun, refuse son entrée au Panthéon et choisit de le faire enterrer dans une chapelle familiale au cimetière du Père-Lachaise. En 1908, de Brazza est exhumé et transféré à Alger, où résidait sa veuve, dans le cimetière chrétien des Brus (actuellement d'El Madania). En février 2005, la construction du mémorial-mausolée à Brazzaville débute. Le 26 septembre 2006, les restes de Brazza sont exhumés à Alger et, le 3 octobre 2006, ils sont réinhumés avec ceux de sa femme et de leurs quatre enfants dans la crypte du mémorial, en verre et en marbre.

## Musée
Derrière la statue, se trouve un mémorial inauguré en 2006 qui abrite les restes de l'explorateur ainsi qu'un musée.

Quelques articles exposés au musée
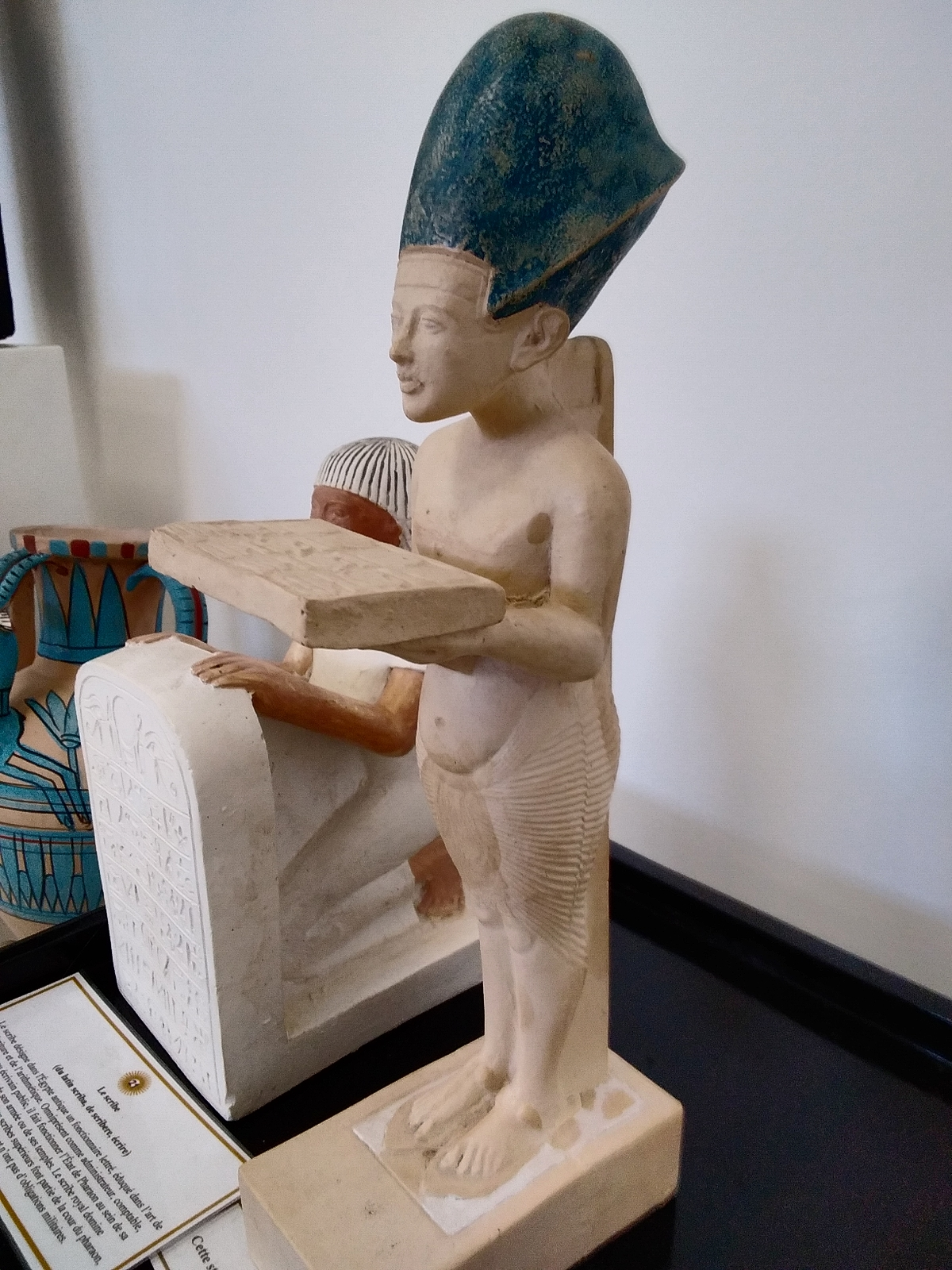
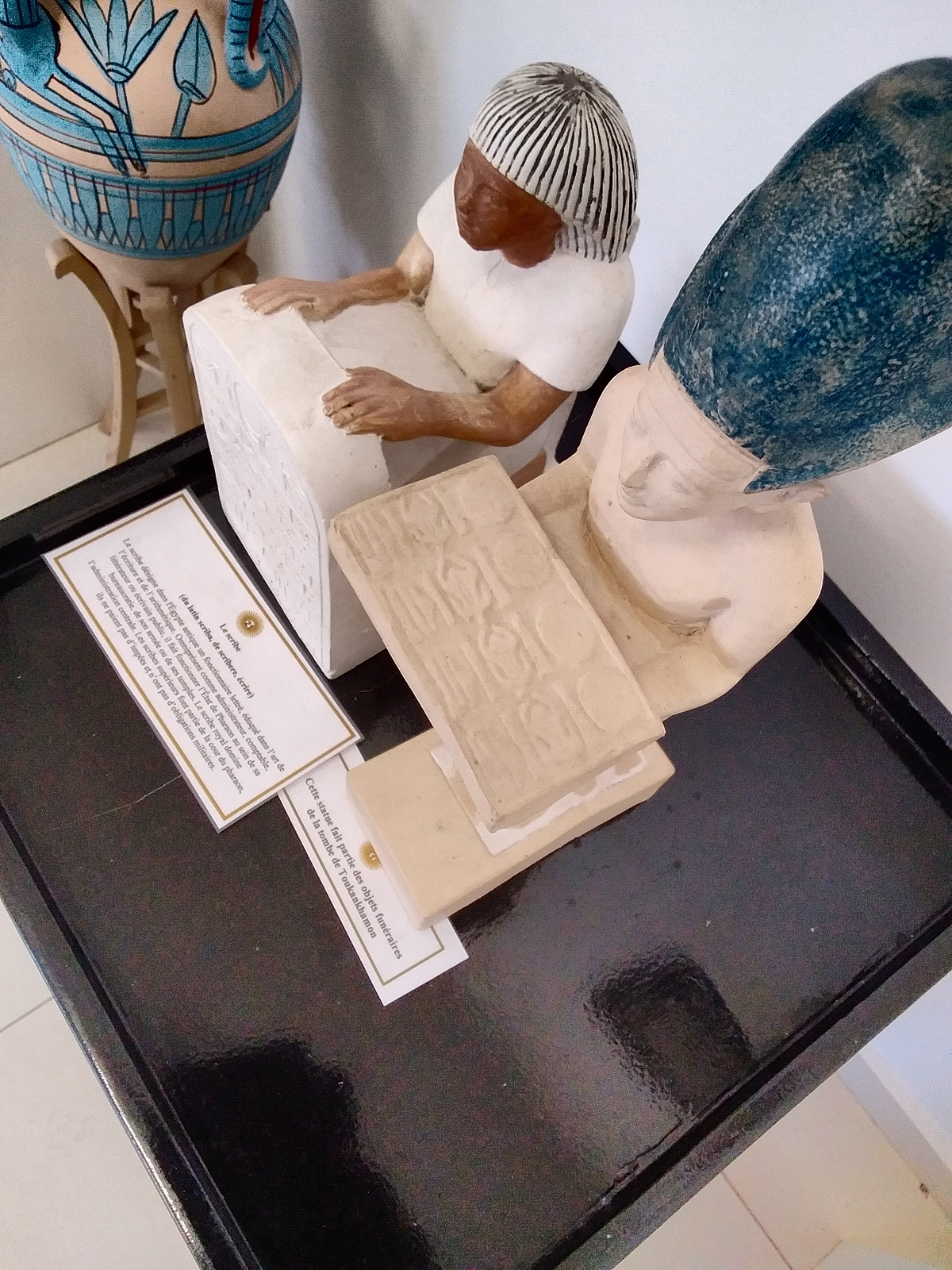
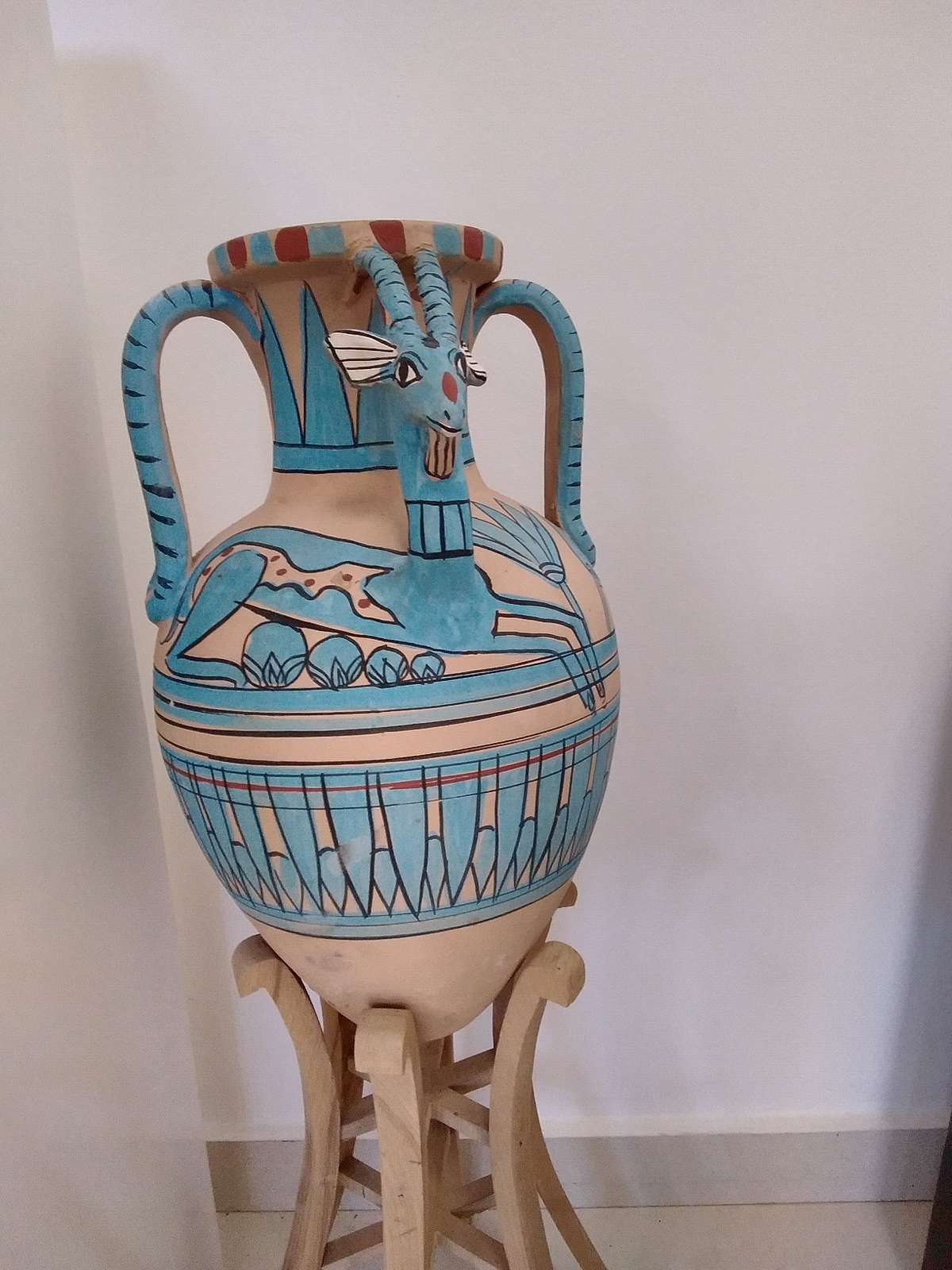
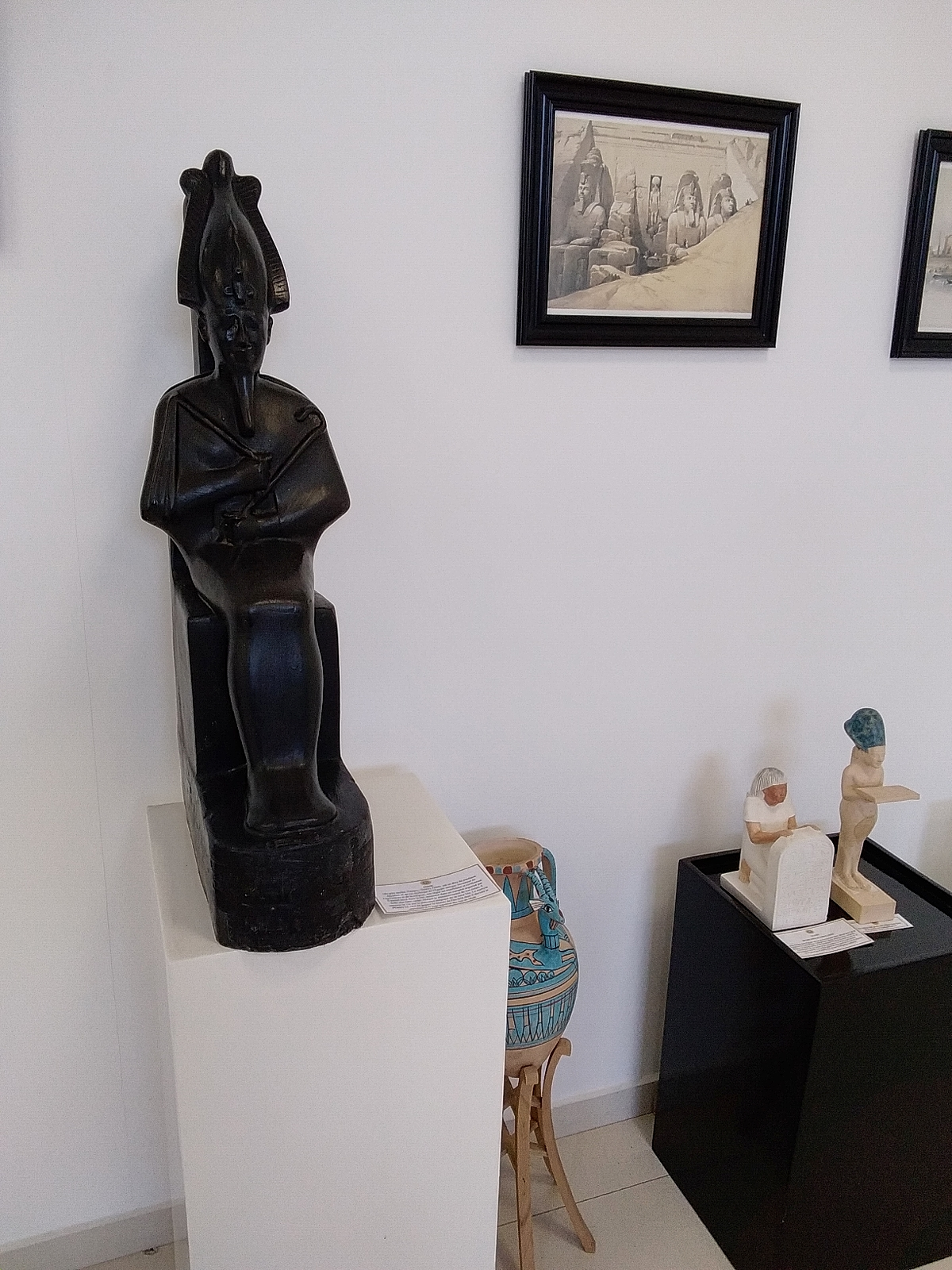
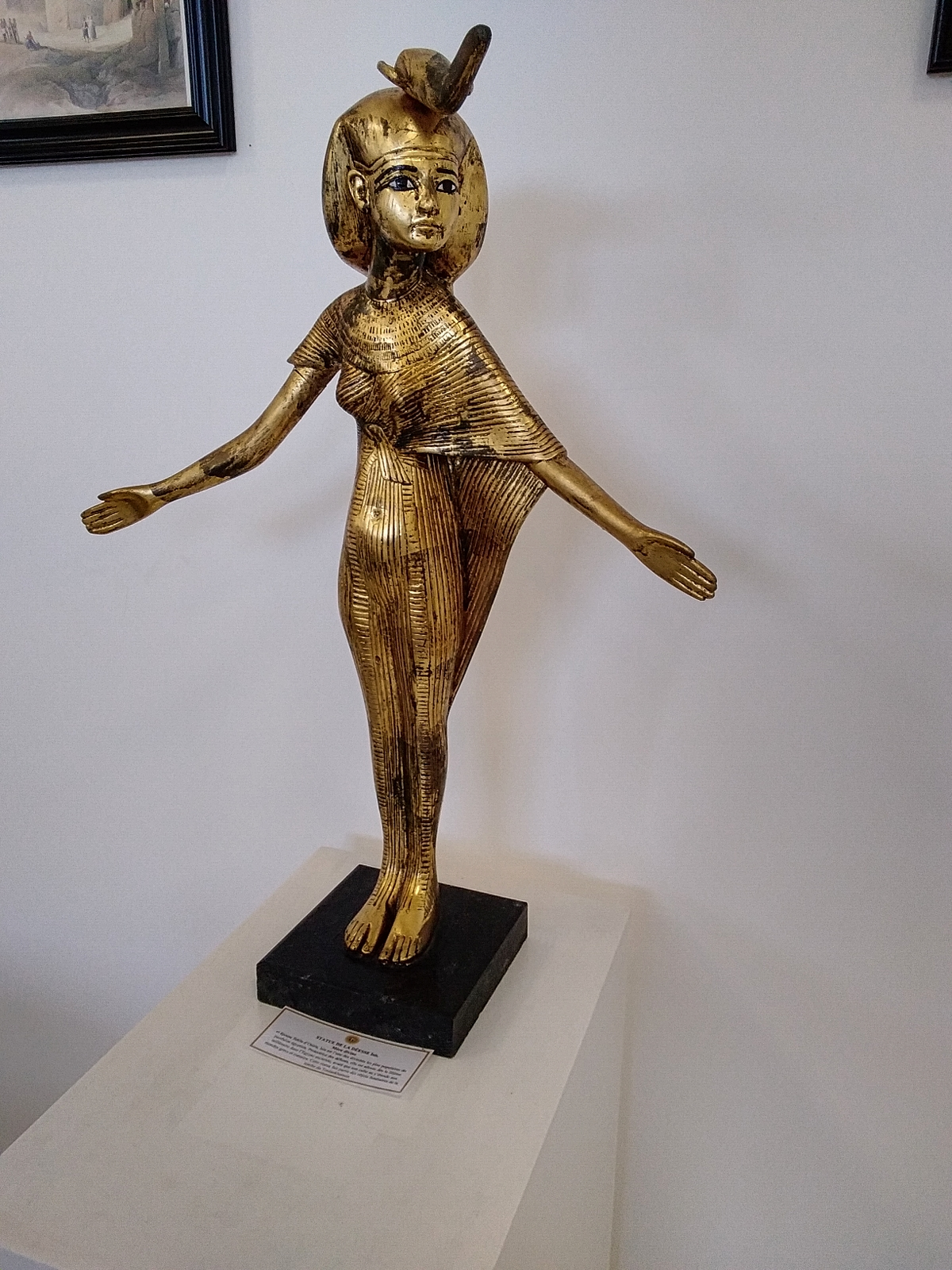
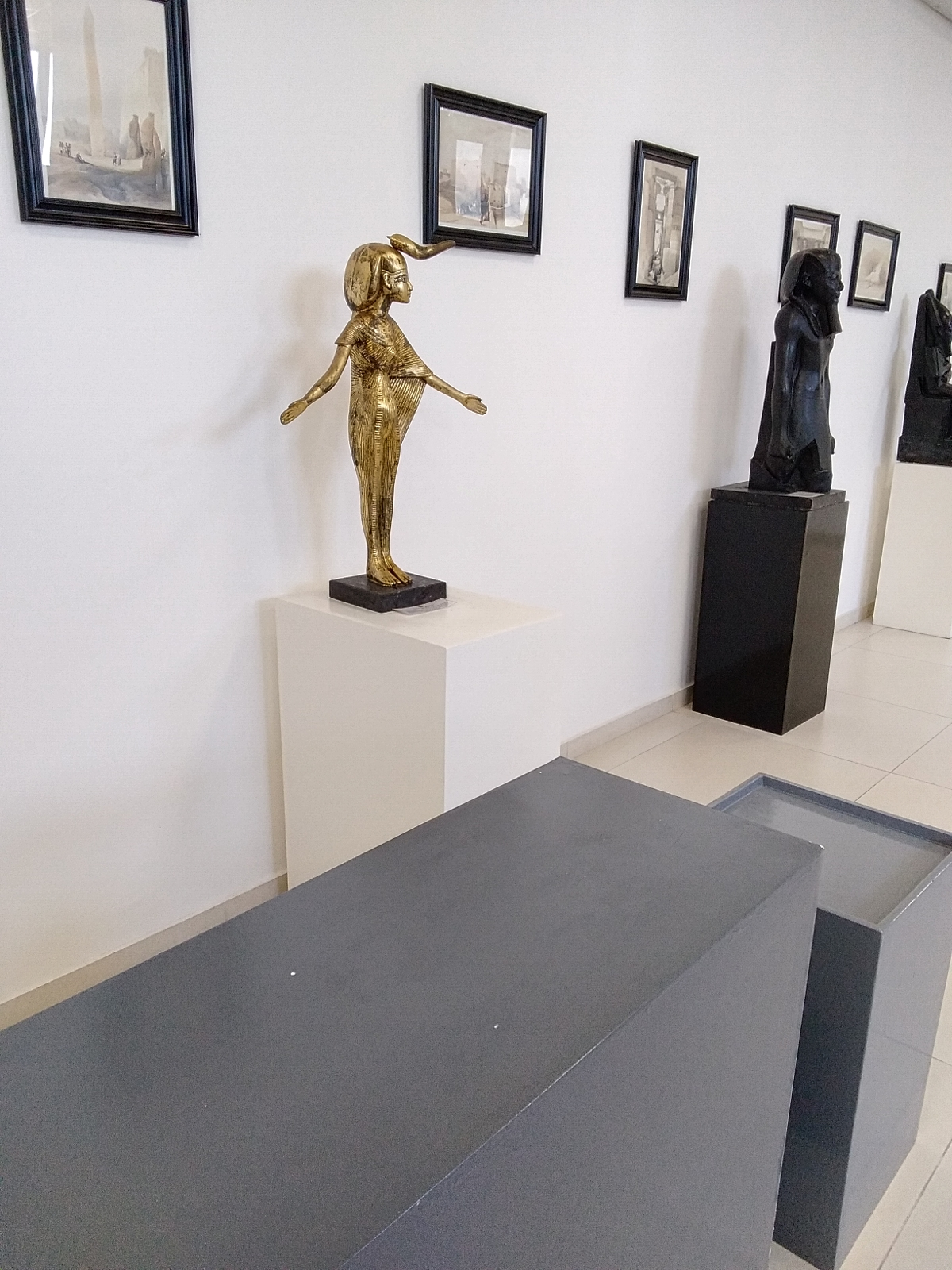